# Cantone di Bonnières-sur-Seine
Il Cantone di Bonnières-sur-Seine è una divisione amministrativa dell'Arrondissement di Mantes-la-Jolie.
A seguito della riforma complessiva dei cantoni del 2014 è passato da 27 a 70 comuni.

## Composizione
Prima della riforma del 2014 comprendeva i comuni di:
- Bennecourt
- Blaru
- Boissy-Mauvoisin
- Bonnières-sur-Seine
- Bréval
- Chaufour-lès-Bonnières
- Cravent
- Favrieux
- Fontenay-Mauvoisin
- Freneuse
- Gommecourt
- Jeufosse
- Jouy-Mauvoisin
- Limetz-Villez
- Lommoye
- Ménerville
- Méricourt
- Moisson
- Mousseaux-sur-Seine
- Neauphlette
- Perdreauville
- Port-Villez
- Rolleboise
- Saint-Illiers-la-Ville
- Saint-Illiers-le-Bois
- Le Tertre-Saint-Denis
- La Villeneuve-en-Chevrie

Dal 2015 comprende i comuni di:
- Adainville
- Arnouville-lès-Mantes
- Auffreville-Brasseuil
- Bazainville
- Bennecourt
- Blaru
- Boinville-en-Mantois
- Boinvilliers
- Boissets
- Boissy-Mauvoisin
- Bonnières-sur-Seine
- Bourdonné
- Breuil-Bois-Robert
- Bréval
- Chaufour-lès-Bonnières
- Civry-la-Forêt
- Condé-sur-Vesgre
- Courgent
- Cravent
- Dammartin-en-Serve
- Dannemarie
- Favrieux
- Flacourt
- Flins-Neuve-Église
- Fontenay-Mauvoisin
- Freneuse
- Gommecourt
- Goussonville
- Grandchamp
- Gressey
- Guerville
- Hargeville
- La Hauteville
- Houdan
- Jeufosse
- Jouy-Mauvoisin
- Jumeauville
- Limetz-Villez
- Lommoye
- Longnes
- Maulette
- Ménerville
- Méricourt
- Moisson
- Mondreville
- Montchauvet
- Mousseaux-sur-Seine
- Mulcent
- Neauphlette
- Orgerus
- Orvilliers
- Osmoy
- Perdreauville
- Port-Villez
- Prunay-le-Temple
- Richebourg
- Rolleboise
- Rosay
- Saint-Illiers-la-Ville
- Saint-Illiers-le-Bois
- Saint-Martin-des-Champs
- Septeuil
- Soindres
- Tacoignières
- Le Tartre-Gaudran
- Le Tertre-Saint-Denis
- Tilly
- Vert
- La Villeneuve-en-Chevrie
- Villette